# Apicia calcaria
Apicia calcaria là một loài bướm đêm trong họ Geometridae.